# Gare centrale de Brest (Biélorussie)
À ne pas confondre avec la gare de Brest en France.
La gare centrale de Brest (Брэст-Цэнтральны en cyrillique biélorusse, Brest-Centralny en łacinka, Брест-Центральный en cyrillique russe) est une gare ferroviaire à Brest en Biélorussie. Située non loin de la rivière Boug, qui traverse la ville, la gare est considérée comme la « porte de l'Ouest », puisque la plupart de ses liaisons ferroviaires se font en direction de la Pologne voisine. La ligne vers Tchernychevskoïe, dans l'oblast de Kaliningrad, n'est en effet plus desservie.
C'est dans cette gare que s'effectue la jonction entre les voies ferrées occidentales, d'écartement 1 435 mm, et les voies orientales, d'écartement 1 520 mm.

## Histoire
La première partie de la gare est construite en 1886 qui est mise en service aux voyageurs le 28 mai en présence de l'empereur Alexandre III de Russie.

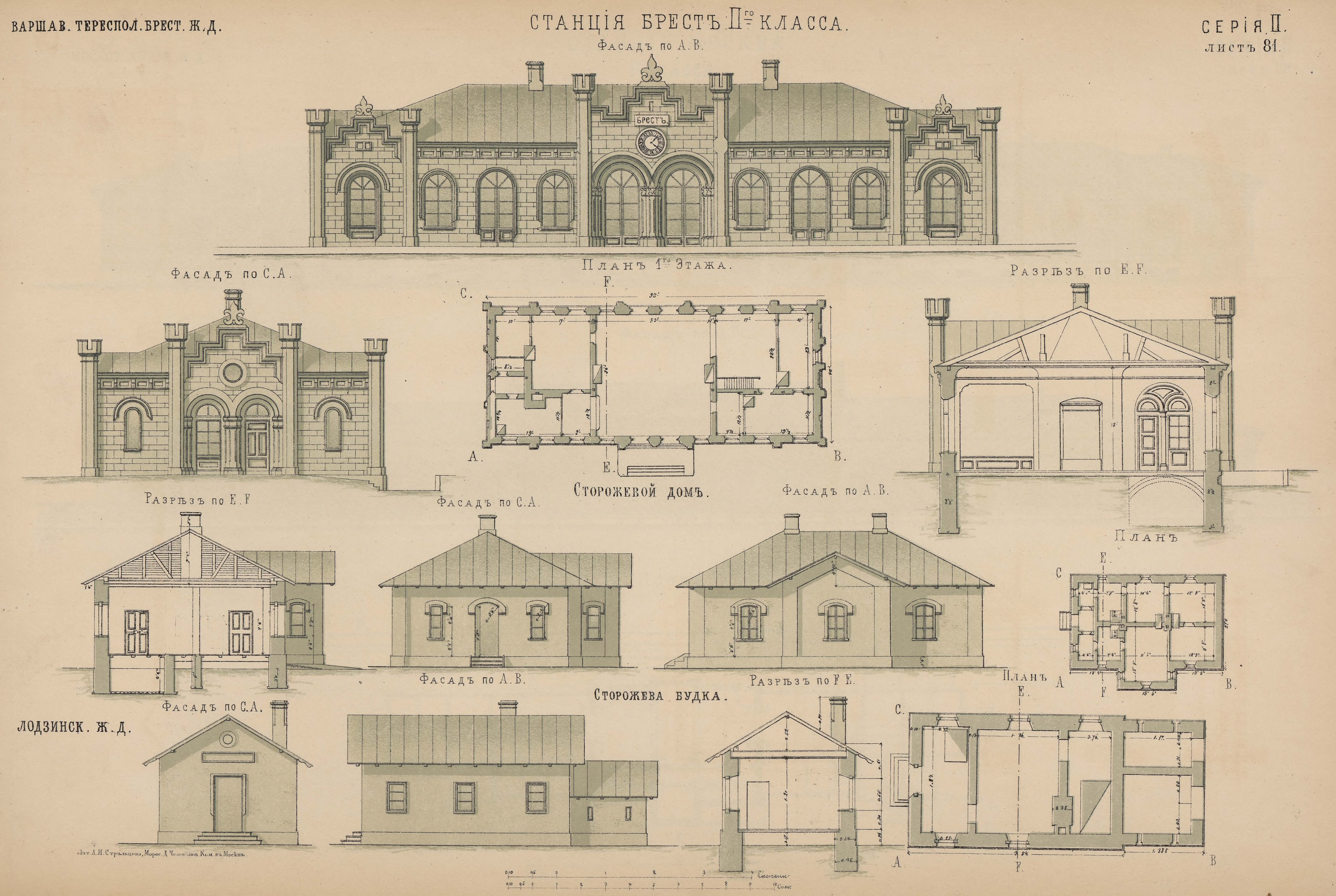
Sur plan en 1872.

Elle a été construite dans le style d'un édifice médiéval avec quatre châteaux d'eau. Les salles du bâtiment voyageurs sont chauffées avec un chauffe-eau. Les salles d'attente de 1re et de 2e classe ont un sol en parquet, la salle d'attente de la 3e classe a un sol goudronné. La gare a été la première du réseau ferroviaire russe à disposer d'un éclairage électrique. 168 ampoules sur vingt lustres éclairent les salles et les quais et 50 ampoules sur 12 lampadaires éclairent la place devant la gare.
En 1915 pendant la Première Guerre mondiale, le bâtiment voyageurs a été détruit par les forces russes pendant leur retraite. La visite en 1949 du Maréchal soviétique Kliment Vorochilov a accéléré la prise de décision pour la reconstruction de la gare qui a eu lieu entre 1953 et 1957.

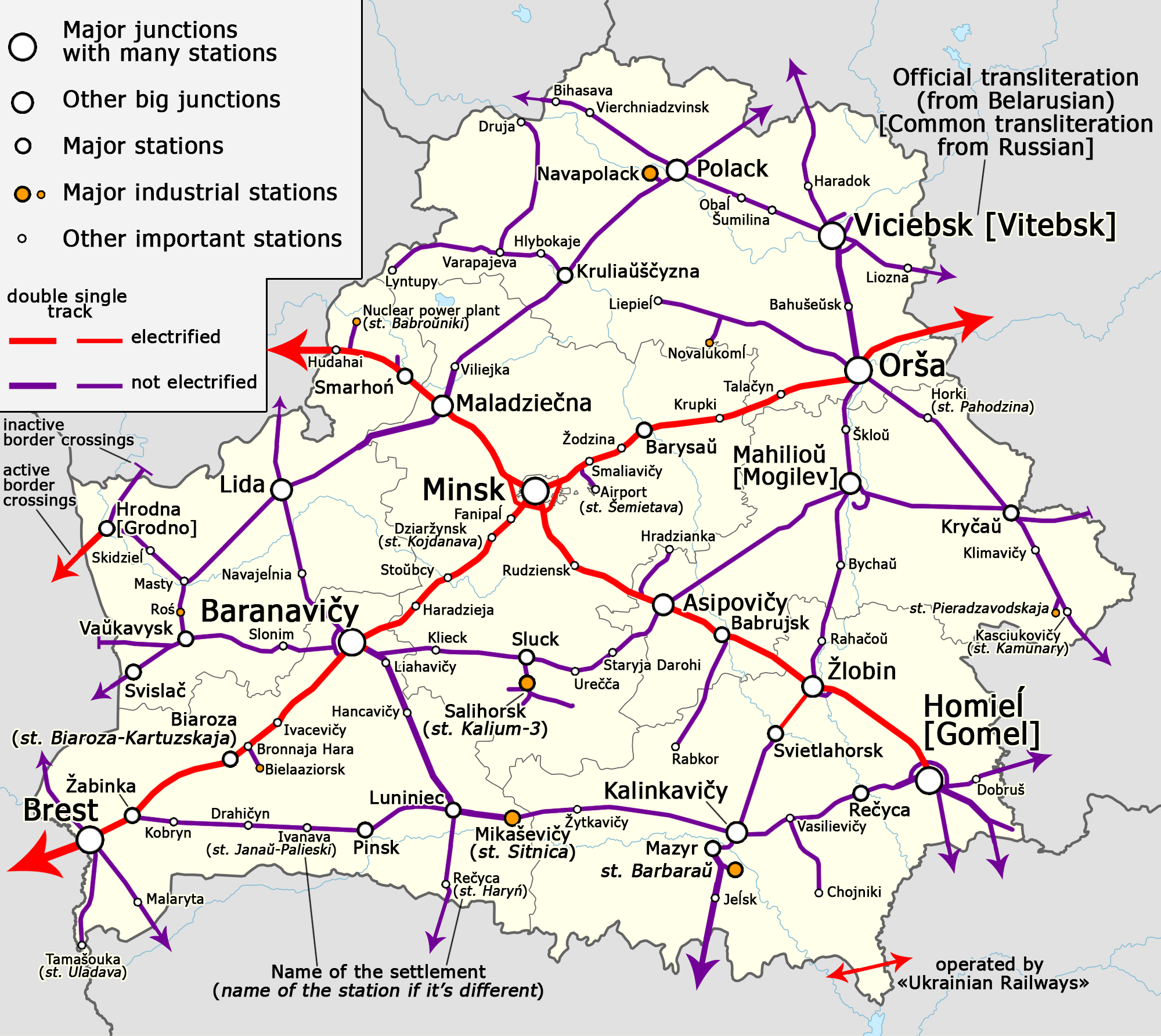
Le réseau ferroviaire.

## Dessertes
| Train N°    | Destination          |
| ----------- | -------------------- |
| 003/007     | Moscou — Brest       |
| 009 Полонез | Moscou — Varsovie    |
| 067         | Saratov — Brest      |
| 095         | Moscou — Brest       |
| 103         | Novossibirsk — Brest |
| 115         | Minsk — Varsovie     |
| 121         | Brest — Terespol     |
| 603         | Homiel — Brest       |
| 605         | Vitebsk — Brest      |
| 607         | Minsk — Brest        |
| 649         | Mahiliow — Brest     |
| 675         | Homiel — Brest       |
| 761         | Baranavitchy — Brest |